# Chrysozephyrus evanidus
Chrysozephyrus evanidus är en fjärilsart som beskrevs av Siuiti Murayama 1947. Chrysozephyrus evanidus ingår i släktet Chrysozephyrus och familjen juvelvingar. Inga underarter finns listade i Catalogue of Life.